# Џони Леота
Џони Леота (енгл. Johnny Leota; 21. јануар 1984) професионални је рагбиста и репрезентативац Самое, који тренутно игра за Сејл Шаркс.

## Биографија
Висок 183 цм, тежак 103 кг, Леота је пре Шаркса играо за Манавату и Хајлендерсе. За репрезентацију Самое је до сада одиграо 20 тест мечева и постигао 2 есеја.